# Мосул (Загатальский район)
Мосул (азерб. Mosul; груз. მოსული) — село в административно-территориальной единице Загатальского района Азербайджана, населённое преимущественно этнографической группой грузин — ингилойцами.

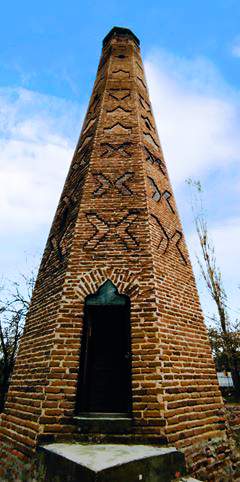
Исторический минарет деревни Мосул

## География
Мосул расположен в 28 км к юго-востоку от районного центра. По соседству расположены посёлок Алиабад, сёла Енгиян и Капанакчи, а с юга по реке Алазани село граничит с Грузией.
Деревня состоит из 9 улиц. В селе есть средняя школа, врачебный кабинет, дом культуры, детский сад, мечеть, 2 библиотеки, футбольное поле, АТС современного типа и почта.

## Население
По данным переписи населения 13-22 апреля 2009 года в селе проживало 2939 человек (1454 мужчин, 1485 женщин).
По официальной оценке на 1 января 2012 года численность населения поселка составляло 3009 человек. По официальной информации, большинство населения села составляют азербайджанцы, а по неофициальной информации — ингилойцы. Подавляющее большинство жителей являются мусульманами-суннитами.
Деревня находится в ведении регионального исполнительного представителя RIHB и муниципалитета Мосула.
Основным занятием населения являются земледелие, ореховодство и скотоводство.

## Культура
В деревне действует мечеть, построенная в 1781 году Адур-Рахманом Бедави, Гусейном и Мухаммедом Чардакли, 6 келий и 2 древних кладбища.